# Чистопрудний
Чистопру́дний (рос. Чистопрудный) — селище у складі Кетовського району Курганської області, Росія. Входить до складу Великочаусовської сільської ради.
Населення — 25 осіб (2010, 31 у 2002).